# Kelly Rowan
Kelly Rowan (Ottawa, 26 de outubro de 1965) é uma atriz e modelo canadense. Ficou conhecida após interpretar Kirsten Cohen na série The O.C..

## Biografia
Quando era mais nova, sua família mudou-se para Toronto, onde estudou durante o segundo grau. Enquanto estava na universidade, Rowan fazia alguns trabalhos como modelo e, em pouco tempo, descobriu sua paixão por atuar, depois de fazer diversos comerciais.
Ela largou a faculdade de literatura, quando já estava quase terminando-a, para juntar-se ao elenco de Mount Royal, que estava filmando em Paris. Mais tarde, passou a estudar na Academia Britânica Americana de Drama, em Londres, e no Neighborhood Playhouse, em Nova Iorque.
Rowan também esteve ao lado de Samuel L. Jackson no thriller 187 - Código da Violência. Além de aparecer em diversos filmes, a atriz também foi bastante aclamada em suas participações em séries como Anya's Bell e Adrift. Mas seu papel mais conhecido é Kirsten Cohen, na série The O.C.. Quando não está diante das câmeras, Rowan é uma produtora ativa de diversos projetos nos Estados Unidos e no Canadá.
Em junho de 2007 foi anunciado o seu noivado com o bilionário David Thomson. Em 28 de abril de 2008, nasceu a primeira filha do casal. Rowan e Thomson terminaram seu noivado alguns meses antes da menina nascer.

## Filmografia
| Ano       | Título                                     | Tipo                        | Personagem                              |
| --------- | ------------------------------------------ | --------------------------- | --------------------------------------- |
| 1980      | Children of Divorce                        | Filme (TV)                  |                                         |
| 1986      | The Truth About Alex                       | Filme                       | Ellie Sanders                           |
| 1986      | My Pet Monster                             | Filme                       | Stephanie                               |
| 1986      | Night Heat                                 | Série de TV (1985-1991)     | Melissa (um episódio)                   |
| 1986      | The High Price of Passion                  | Filme (TV)                  | Student #3                              |
| 1987      | The Kidnapping of Baby John Doe            | FIlme (TV)                  | Salesgirl                               |
| 1987      | The Gate                                   | Filme                       | Lori Lee                                |
| 1988      | War of the Worlds                          | Série de TV (1988-1990)     | Kim (episódio "Goliath Is My Name")     |
| 1988      | Another World                              | Série de TV (1964-1999)     | Suzie Strathmore                        |
| 1989      | The Long Road Home                         | Filme                       | Cynthia                                 |
| 1989      | Street Legal                               | Série de TV (1987-1994)     | Angelina (um episódio)                  |
| 1990      | Growing Pains                              | Série de TV (1985-1992)     | Rachel (um episódio)                    |
| 1991      | Dallas                                     | Série de TV (1978-1991)     | Dana (três episódios)                   |
| 1991      | Hook                                       | Filme                       | Mãe de Peter                            |
| 1992      | Grave Secrets: The Legacy of Hilltop Drive | Filme                       | Gayla Williams                          |
| 1992      | Exclusive                                  | Filme (TV)                  | Sunny                                   |
| 1992      | Sweating Bullets                           | Série de TV                 | Julie Morrisson (um episódio)           |
| 1993      | Adrift                                     | Filme (TV)                  | Eliza Terrio                            |
| 1995      | Candyman: Farewell to the Flesh            | Filme                       | Annie Tarrant                           |
| 1995      | Black Fox: Good Men and Bad                | Filme (TV)                  | Hallie Russell                          |
| 1995      | Assassins                                  | Filme                       | Jennifer                                |
| 1996      | Mocking the Cosmos                         | Filme                       | Lydia/Lydathia                          |
| 1996      | Lonesome Dove: The Outlaw Years            | Série de TV (1995-1996)     | Mattie Shaw (22 episódios)              |
| 1997      | A Mother's Wish                            | Filme (TV)                  |                                         |
| 1997      | Rag and Bone                               | Filme (TV)                  | Karen Toms                              |
| 1997      | The Burning Zone                           | Série de TV (1997)          | Stacy (um episódio)                     |
| 1997      | A Match Made in Heaven                     | Filme (TV)                  | Jane Cronin                             |
| 1997      | One Eight Seven                            | Filme                       | Ellen Henry                             |
| 1998      | Harlequin's Loving Evangeline              | Filme                       | Evie Shaw                               |
| 1998      | The Outer Limits                           | Série de TV (1995-2002)     | Isabelle Pierce (2 episódios)           |
| 1998      | When He Didn't Come Home                   | Filme (TV)                  | Carolyn Blair                           |
| 1998      | Da Vinci's Inquest                         | Série de TV (1998-2005)     | Michaela ("Little Sister", parte 2 e 3) |
| 1998      | To Have & to Hold                          | Série de TV (1998)          | Gina (um episódio)                      |
| 1999      | Chicken Soup for the Soul                  | Série de TV                 | Mãe (um episódio)                       |
| 1999      | Three to Tango                             | Filme                       | Olivia Newman                           |
| 1999      | Late Last Night                            | Filme (TV)                  | Jill                                    |
| 1999      | Anya's Bell                                | Filme (TV)                  | Jeanne Rhymes                           |
| 1999      | A Crime of Passion                         | FIlme (TV)                  | Marci Elias                             |
| 2000      | The Truth About Jane                       | Filme (TV)                  | Sra. Lynn Walcott                       |
| 2000      | Scorn                                      | Filme (TV)                  | Sharon                                  |
| 2001      | A Girl Thing                               | Filme (TV)                  | Claire                                  |
| 2001      | Proximity                                  | Filme                       | Anne Conroy                             |
| 2001      | Jet Boy                                    | Filme                       | Erin                                    |
| 2001      | CSI: Crime Scene Investigation             | Série de TV (2000-present)  | Eileen Nelson (um episódio)             |
| 2002      | Greenmail                                  | Filme                       | Ashley Pryor                            |
| 2002      | The Man Who Saved Christmas                | Filme (TV)                  | Mary Gilbert                            |
| 2003      | Boomtown                                   | Série de TV (2002-2003)     | Marian McNorris                         |
| 2006      | Eight Days To Live                         | Filme (TV)                  | Teresa Spring                           |
| 2006      | Mount Pleasant                             | Filme                       | Anne Burrows                            |
| 2007      | The O.C.                                   | Série de TV (2003-2007)     | Kirsten Cohen (92 episódios)            |
|           | In God's Country                           | Filme (TV)                  | Judith Leavitt                          |
| 2008      | Jack and Jill vs. the World                | Filme                       | Kate                                    |
|           | The Good Times are Killing Me              | Filme (TV)                  | Kate                                    |
| 2009      | CSI: Miami                                 | Série de TV (2002-presente) | Katherine Faber (um episódio)           |
| 2011      | Cyberbully                                 | Filme (TV)                  | Kris Hillridge                          |
| 2012      | Rufus                                      | Filme                       | Jennifer Wade                           |
| 2012–2015 | Perception                                 | Série                       | Natalie Vincent / Dr. Caroline Newsome  |
| 2015      | Castle                                     | Série                       | Dean Feller (um episódio)               |
| 2015      | Murdoch Mysteries                          | Série                       | Mrs. Millicent McGowan (1 episódio)     |
| 2016      | Tulips in Spring                           | Telefilme                   | Caroline                                |